# Jorge Pina
Jorge Pina Pérez (* 26. ledna 1977 Madrid, Španělsko) je bývalý španělský sportovní šermíř, který se specializoval na šerm šavlí. Španělsko reprezentoval v devadesátých letech a v prvních letech nového tisíciletí. Na olympijských hrách startoval v roce 2000 a 2008 v soutěži jednotlivců a družstev. Na olympijských hrách 2008 postoupil v soutěži jednotlivců do čtvrtfinále. V roce 2007 získa titul mistra Evropy v soutěži jednotlivců. Se španělským družstvem šavlistů se pravidelně účastnil vrcholných sportovních akcí.